# Russellville (Indiana)
Russellville é uma cidade  localizada no estado americano de Indiana, no Condado de Putnam.

## Demografia
Segundo o censo americano de 2000, a sua população era de 340 habitantes.
Em 2006, foi estimada uma população de 344, um aumento de 4 (1.2%).

## Geografia
De acordo com o United States Census Bureau tem uma área de
0,5 km², dos quais 0,5 km² cobertos por terra e 0,0 km² cobertos por água. Russellville localiza-se a aproximadamente 238 m acima do nível do mar.

## Localidades na vizinhança
O diagrama seguinte representa as localidades num raio de 20 km ao redor de Russellville.